# Szirmabesenyő
Szirmabesenyő is een plaats (nagyközség) en gemeente in het Hongaarse comitaat Borsod-Abaúj-Zemplén. Szirmabesenyő telt 4729 inwoners (2001).